# Stockwell Six
Les Stockwell Six sont six hommes britanniques noirs — Paul Green, Courtney Harriot, Cleveland Davidson, Texo Johnson, Everet Mullins et Ronald De'Souza — jugés pour tentative de vol en 1972. Cinq d'entre eux sont condamnés, mais en 2021, les condamnations de quatre d'entre eux sont annulées.

## Arrestations
Courtney Harriot, Paul Green et Cleveland Davidson sont arrêtés dans le métro de Londres en février 1972 après avoir voyagé depuis la station de métro Stockwell. Ils sont alors âgés de 17 à 20 ans,.

## Procès
Ils sont jugés pour voies de fait avec l'intention de voler le sergent-détective de la police britannique des transports Derek Ridgewell,. Ridgewell affirme que Courtney Harriot et ses amis l'ont accosté dans le métro entre Stockwell et la station de métro Oval. Ridgewell affirme que Harriot a claqué des doigts et a dit « Give me some bread, man », puis a sorti un couteau et a dit « Votre portefeuille ou ça ! ».
Ridgewell affirme qu'il a alors sorti sa matraque, puis a fait tomber le couteau de la main d'Harriot alors que d'autres agents d'infiltration entraient depuis des compartiments adjacents. Il affirme que Harriot a crié « Fuzz ! ».
Les six accusés plaident non coupables et déclarent que l'incident allégué ne s'est jamais produit et qu'ils ont été arrêtés à la station de métro Oval,. Ils témoignent que la police les a menacés violemment, et leur a fait dire des choses qu'ils n'ont jamais dites,.

### Verdict
Paul Green est reconnu coupable d'agression avec intention de voler et envoyé à Borstal. Courtney Harriot est condamnée à trois ans de prison. Cleveland Davidson, Texo Johnson et Ronald De'Souza sont reconnus coupables d'infractions connexes et Everet Mullins est déclaré non coupable.

## Campagnes
En 1973, l'émission de télévision de la BBC Nationwide enquête sur l'affaire et conclut que le récit de Ridgewell ne peut pas être vrai, car il n'y a pas assez de temps pour que les événements se produisent  dans un métro roulant entre deux arrêts de métro espacés de moins de deux minutes.

## Ridgewell
Ridgewell est impliqué dans un certain nombre d'affaires controversées très médiatisées au début des années 1970, mais il est acquitté par la Tottenham Court Road Two en 1973. Il est transféré dans un département chargé d'enquêter sur le vol de sacs postaux ; cependant, il en profite pour s'associer à des voleurs qui volent les sacs et partagent les bénéfices avec lui. 
Il cache les profits de ses crimes dans cinq comptes bancaires, dont un à Zurich et un coffre-fort bancaire. Il a volé plus de 1 million de livres sterling (environ 4 millions de livres sterling en 2021). Bien que simple sergent-détective, il possédait des biens et des entreprises.
Ridgewell est jugé en 1980 pour complot de vol au Royal Mail. Il est condamné à une peine de sept ans. Il meurt à la prison de Ford deux ans plus tard,.

## Condamnations annulées
En juillet 2021, Courtney Harriot, Paul Green et Cleveland Davidson sont acquittés par la Royal Courts of Justice. Les deux autres membres des Stockwell Six condamnés ne sont pas été retrouvés à ce moment-là. En novembre 2021, la condamnation de Texo Johnson est également été annulée par la Cour d'appel.
Sir Julian Flaux, aux côtés du juge Linden et du juge Wall, déclare : « Il est très regrettable qu'il ait fallu près de 50 ans pour rectifier l'injustice subie par ces appelants. ». Il ajoute « Ces appels sont autorisés et les condamnations sont annulées ».
Le gouverneur de la prison de Ford demande à Ridgewell pourquoi il avait commis des crimes, ce à quoi Ridgewell répond « Je me suis juste plié »[pas clair].

## Conséquences
Cleveland Davidson déclare après l'audience : « Pendant 50 ans, cela m'a affecté […] Je n'ai plus été le même. Ma famille ne m'a pas cru, personne ne m'a cru parce qu'ils pensaient "Eh bien, tu as dû faire quelque chose". Il se trouve que nous nous sommes trouvés au mauvais endroit au mauvais moment avec un mauvais policier corrompu. ». Il décrit Ridgewell comme un « officier de police corrompu, méchant et diabolique ».
En novembre 2021, Lucy D'Orsi, la constable en chef de la police britannique des transports (PBT), présente ses excuses à la communauté noire du Royaume-Uni « pour le traumatisme subi par la communauté africaine britannique à travers les actions criminelles » de Ridgewell, ajoutant qu'« en particulier, il est regrettable que nous n'ayons pas agi plus tôt pour mettre fin à sa criminalisation des Africains britanniques, qui a conduit à la condamnation d'innocents », et déclare que ses actions ne « définissent pas la PBT d'aujourd'hui ».